# 铁瓦斯-穆鲁阿尔特德雷塔
铁瓦斯-穆鲁阿尔特德雷塔（西班牙語：Tiebas-Muruarte de Reta）是西班牙纳瓦拉的一个市镇。总面积21平方公里，总人口563人（2001年），人口密度27人/平方公里。